# Coniothyrium tamarisci
Coniothyrium tamarisci är en svampart som först beskrevs av Jean François Montagne, och fick sitt nu gällande namn av Franz Petrak 1925. Coniothyrium tamarisci ingår i släktet Coniothyrium och familjen Leptosphaeriaceae.   Inga underarter finns listade i Catalogue of Life.